# Jenny Schily

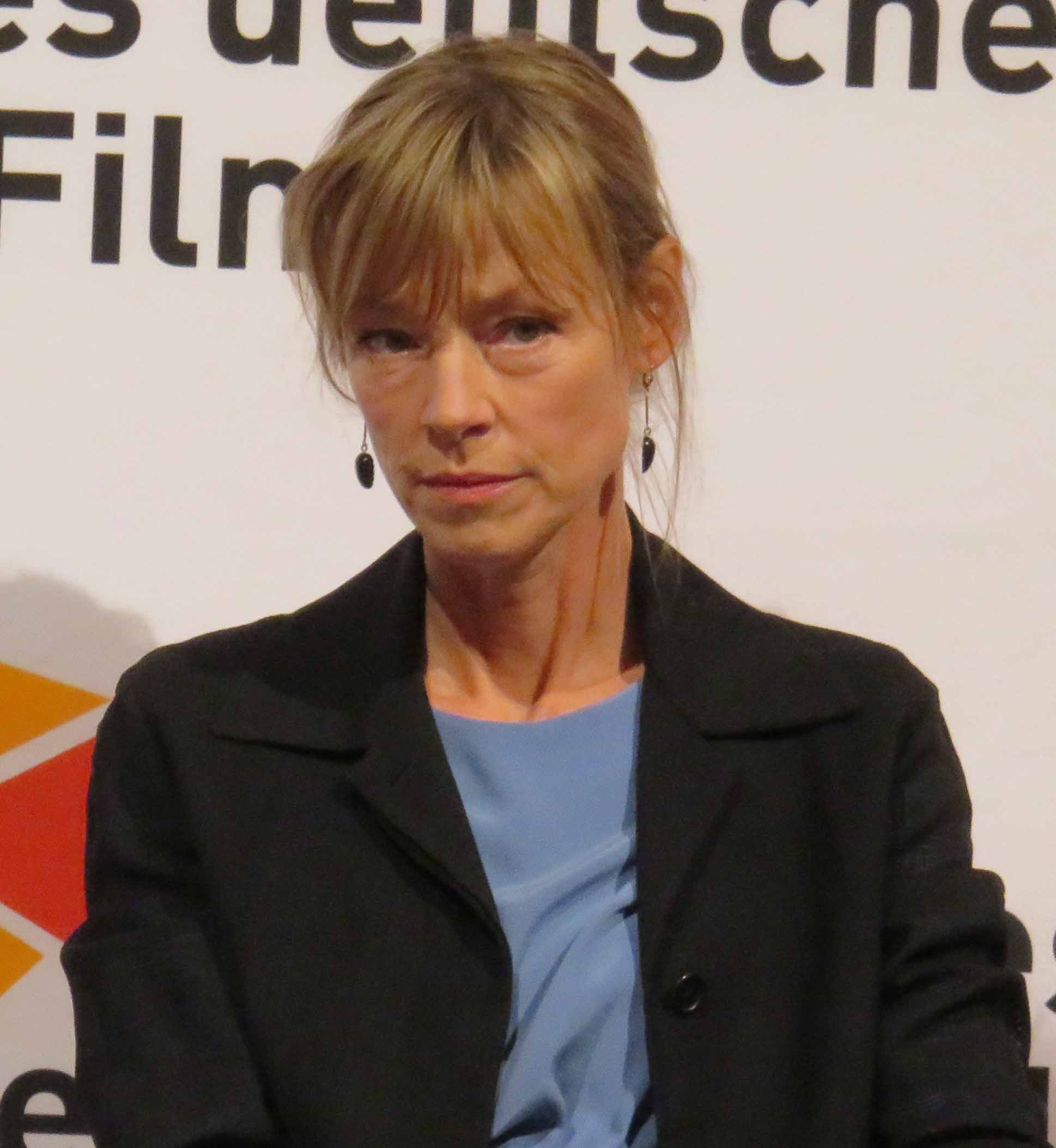
Jenny Schily (2016)

Jenny Rosa Schily (* 14. Mai 1967 in West-Berlin) ist eine deutsche Schauspielerin, die sowohl für das Theater als auch für den Film arbeitet. Daneben ist sie als Sprecherin für Hörspiele tätig.

## Leben
Jenny Schily wurde als Tochter des Rechtsanwalts und späteren Politikers Otto Schily und dessen erster Ehefrau, der Malerin Christine Schily geb. Hellwag, geboren. Den Vornamen Jenny erhielt sie mit Bezug auf Jenny Marx, der zweite Vorname Rosa bezieht sich auf Rosa Luxemburg. Sie ist die Urenkelin des Architekten Bruno Taut. Nach einem nach zwei Semestern abgebrochenen Slawistikstudium absolvierte sie von 1991 bis 1995 eine Schauspielausbildung an der Hochschule für Schauspielkunst „Ernst Busch“ Berlin. Ihr erstes Engagement führte sie ans Staatsschauspiel Dresden, wo sie in der Titelrolle in Emilia Galotti debütierte. Danach war sie am Schauspiel Frankfurt und Ensemblemitglied am Theater am Turm. Von 2002 bis 2006 war sie an der Schaubühne am Lehniner Platz in Berlin engagiert, 2010 und 2011 am Maxim-Gorki-Theater.
Ihre erste größere Fernsehrolle hatte sie 1996 in der Verfilmung der Lebensgeschichte von Roy Black  mit dem Titel Du bist nicht allein – Die Roy Black Story als dessen Ehefrau Silke. Eine wichtige Filmarbeit war Die Stille nach dem Schuss unter der Regie von Volker Schlöndorff.
Jenny Schily ist Mutter einer Tochter und lebt in Berlin.

## Filmografie
- 1994: Sunny Point
- 1996: Du bist nicht allein – Die Roy Black Story (Fernsehfilm)
- 1997: Rosa Roth – Die Stimme (Fernsehreihe)
- 1999: Der Solist – Kein Weg zurück (Fernsehfilm)
- 2000: Die Stille nach dem Schuss
- 2001: Umwege des Herzens (Fernsehfilm)
- 2002: Betty – Schön wie der Tod (Fernsehfilm)
- 2003: Tatort: Sag nichts (Fernsehreihe)
- 2006: Der Letzte macht das Licht aus!
- 2006: Polizeiruf 110: Traumtod (Fernsehreihe)
- 2007: Kommissarin Lucas – Das Totenschiff (Fernsehreihe)
- 2008: Ihr könnt euch niemals sicher sein (Fernsehfilm)
- 2008: In jeder Sekunde
- 2009: Der Kriminalist (Fernsehserie, Folge Zwischen den Welten)
- 2009: Ein starkes Team: Das große Fressen (Fernsehreihe)
- 2010: Das Duo: Bestien (Fernsehreihe)
- 2010: SOKO Leipzig (Fernsehserie, Folge Hannahs Geständnis)
- 2010: Tatort: Hitchcock und Frau Wernicke
- 2011: Das System – Alles verstehen heißt alles verzeihen
- 2011: Schlafkrankheit
- 2011: Spreewaldkrimi: Die Tränen der Fische (Fernsehreihe)
- 2012: Der Fall Jakob von Metzler (Fernsehfilm)
- 2012: Die Vermissten
- 2012: Kommissar Stolberg (Fernsehserie, Folge Unter Feuer)
- 2013: Das merkwürdige Kätzchen
- 2013: Die Frau, die sich traut
- 2013: Houston
- 2013: Tatort: Der Eskimo
- 2013: Totenengel – Van Leeuwens zweiter Fall (Fernsehreihe)
- 2015: Dengler: Die letzte Flucht (Fernsehreihe)
- 2015: Der Liebling des Himmels (Fernsehfilm)
- 2015: Dora oder die sexuellen Neurosen unserer Eltern
- 2015: Tatort: Château Mort
- 2015: Tatort: Der Himmel ist ein Platz auf Erden
- 2015: Weinberg (Fernsehserie, 6 Folgen)
- 2016: Dead Man Working (Fernsehfilm)
- 2016: Ein Kommissar kehrt zurück (Fernsehfilm)
- 2016: Kaltfront (Fernsehfilm)
- 2017: Donna Leon – Tod zwischen den Zeilen (Fernsehreihe)
- 2017: Über die Grenze: Alles auf eine Karte (Fernsehreihe)
- 2017: Über die Grenze: Gesetzlos
- 2018: Der Mordanschlag (Fernsehzweiteiler)
- 2018: Der Zürich-Krimi: Borchert und die letzte Hoffnung (Fernsehreihe)
- 2018: Spätwerk (Fernsehfilm)
- 2018: Was uns nicht umbringt
- 2019: Bruder Schwester Herz
- 2019: Dengler: Brennende Kälte
- 2019: Der Auftrag (Fernsehfilm)
- 2019: Prélude
- 2019–2022: Babylon Berlin (Fernsehserie, 6 Folgen)
- 2020: Das Geheimnis des Totenwaldes (Fernsehfilm)
- 2020: Tatort: National feminin
- 2021: Legal Affairs (Regie: Stefan Bühling und Randa Chahoud)
- 2021: Tatort: Was wir erben
- 2022: München Mord: Schwarze Rosen (Fernsehreihe)
- 2022: Tatort: Flash
- 2023: Und dass man ohne Täuschung zu leben vermag
- 2024: Charité (Fernsehserie, 6 Folgen)
- 2024: Tatort: Diesmal ist es anders (Fernsehreihe)
- 2025: Im Haus meiner Eltern

## Rollen am Theater
- 1997: Titelrolle in Emilia Galotti von Lessing, Regie: Hasko Weber, Staatstheater Dresden
- 1997: Solveig in Peer Gynt von Ibsen, Regie: Robert Schuster/Tom Kühnel, Schauspiel Frankfurt
- 1998: Tamora in Titus Andronicus von Shakespeare, Regie: Schuster/Kühnel, Schauspiel Frankfurt
- 1998: Marthe und Helena in Faust I und Faust II von Goethe, Regie: Schuster/Kühnel, Schauspiel Frankfurt
- 2000: verschiedene in Das Kontingent, Regie: Schuster/Kühnel, Theater am Turm (TAT), Frankfurt am Main/Schaubühne Berlin
- 2000: Arkadina in Die Möwe von Tschechow, Regie: Frank-Patrick Steckel, TAT
- 2000: Iokaste und Theseus in Europa, Regie: Robert Schuster, TAT
- 2001: Fricka und Brünnhilde in Der Ring von Wagner, Regie: Tom Kühnel, TAT
- 2003: Frau Lind in Nora von Ibsen, Regie: Thomas Ostermeier, Schaubühne Berlin
- 2005: Der Würgeengel nach Buñuel, Regie: Thomas Ostermeier, Schaubühne Berlin
- 2005: Das System Electronic City, Regie: Tom Kühnel, Schaubühne Berlin
- 2006: Die Verstörung, Regie: Falk Richter, Schaubühne Berlin
- 2010: verschiedene in Ich werde hier sein im Sonnenschein und im Schatten von Christian Kracht, Regie: Armin Petras, Maxim-Gorki-Theater[6]
- 2011: Katrina in Die Wohngemeinschaft von Christin König, Regie: die Autorin, Maxim-Gorki-Theater[7][8]
- 2024/25: William Shakespeare: König Lear, Düsseldorfer Schauspielhaus (Goneril)

## Audioproduktionen
- 2012: Dr. Chang in Jähnickes Ohr von Eva Lia Reinegger, Regie: Stefanie Lazai, Deutschlandradio Kultur
- 2015: Überleben eines Handlungsreisenden von Philipp Hauss, Regie: der Autor, WDR
- 2016: Miller in Lila und Fred, frei nach Kabale und Liebe von Cristin König, Regie: die Autorin, DKultur
- 2016: Beate in Galaveranstaltung. Mal zornig, mal heiter von David Zane Mairowitz, Dramaturgie: Regine Ahrem, Regie: der Autor, RBB

## Publikationen
- mit Thomas Kürstner und Sebastian Vogel: Der Weltbaumeister und die Anderen. 28 wörtliche Windungen & Musik – Über ein Architekturschauspiel für symphonische Musik von Bruno Taut für Kammerorchester, Elektronik und imaginierte Stimme. Gebr. Mann, Berlin 2021.

## Auszeichnungen
- 2009 Grimme-Preis für Ihr könnt euch niemals sicher sein
- 2017 Grimme-Preis für Dead Man Working
- 2017 Best Performance in a short film, 12th Vancouver Int. Women in Film Festival 2017 für Grummet[9]
- 2025 Nominierung für den Deutschen Schauspielpreis in der Kategorie Beste Hauptrolle für Im Haus meiner Eltern[10]